# 南部勝直
南部 勝直（なんぶ かつなお）は、江戸時代前期の陸奥国盛岡藩の世嗣。

## 略歴
堀田正盛の5男として誕生。母は酒井忠勝の五女・あぐり。初名は正勝。
万治2年（1659年）4月、盛岡藩の第2代藩主・南部重直の養子となった。しかし、家督を相続することなく、わずか20日も経たずに疱瘡にて長兄・堀田正信の屋敷で夭折した。その領地3000石は、翌年7月に実家の堀田家へ還付された。